# 布鲁塞尔振子
布鲁塞尔振子（英語：Brusselator）也称布鲁塞尔方程是一组模拟自催化反应的非线性微分方程：
{\displaystyle {\frac {d(x(t))}{dt}}=a-b*x(t)+x(t)^{2}*y(t)-x(t)}
{\displaystyle {\frac {d(y(t))}{dt}}=b*x(t)-x(t)^{2}*y(t)}

## 数值解
利用龙格－库塔法可求得布鲁塞尔振子的数值解，并利用Maple绘图

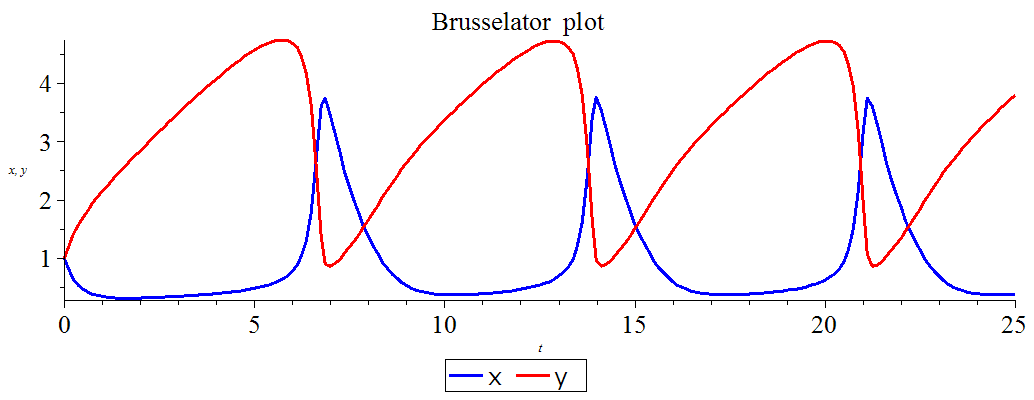
布鲁塞尔振子图

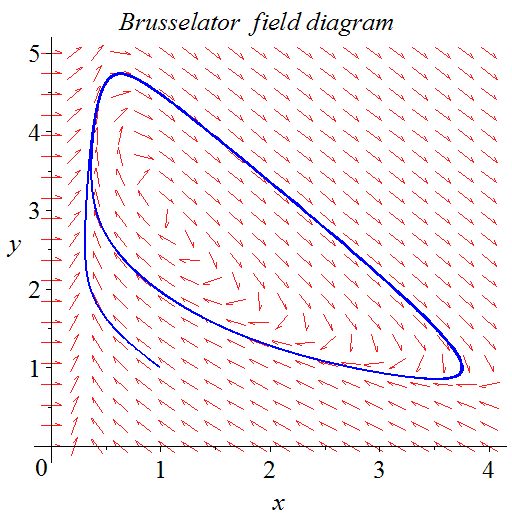
布鲁塞尔振子极限环场矢图

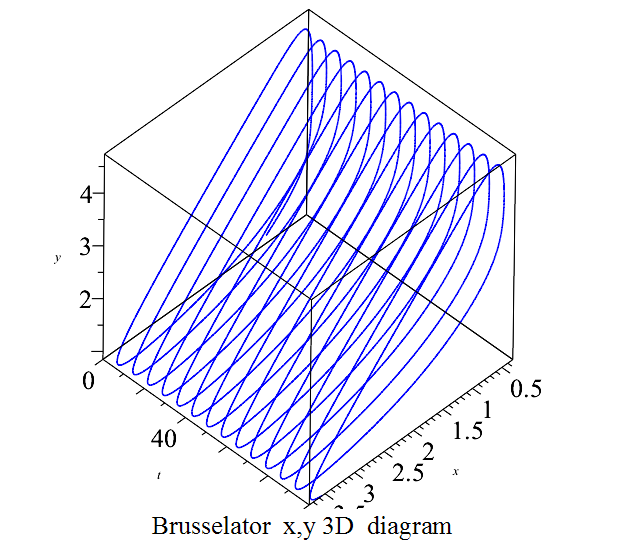
布鲁塞尔振子 3D 图